# Nauvoo (Illinois)
Nauvoo is een plaats (city) in de Amerikaanse staat Illinois, en valt bestuurlijk gezien onder Hancock County.

## Demografie
Bij de volkstelling in 2000 werd het aantal inwoners vastgesteld op 1063. In 2006 is het aantal inwoners door het United States Census Bureau geschat op 1162, een stijging van 99 (9,3%).

## Geografie
Volgens het United States Census Bureau beslaat de plaats een oppervlakte van 12,5 km², waarvan 8,8 km² land en 3,7 km² water. Nauvoo ligt op ongeveer 198 m boven zeeniveau.